# Guillermo Osorno Molina
Guillermo Antonio Osorno Molina (Managua, década de los 50) es un pastor evangélico y político nicaragüense. Es fundador y el actual presidente del partido político Camino Cristiano Nicaragüense (CCN) desde 1995.

## Biografía
Este político nace en los años de 1950 en la capital de Nicaragua. En 1995, funda el partido Camino Cristiano Nicaragüense (CCN) y es el actual presidente de su propio partido. Participó en las Elecciones generales de Nicaragua de 1996, las cuales perdió. Durante su primer período legislativo entre 1997 y 2002, formó parte de la comisión de Asuntos Territoriales y fue el primer vicepresidente de la comisión proderechos Humanos y la Paz. Desde 2011 hasta 2016, se unió al frente oficialista "Alianza Unida Nicaragua Triunfa" del Frente Sandinista de Liberación Nacional (FSLN).
En agosto de 2021, fue designado como candidato del CCN para las elecciones presidenciales de ese año, con lo que Osorno obtuvo en aquellos comicios un 3,30% de los votos y el tercer lugar, por debajo de Walter Espinoza y por el presidente reelecto Daniel Ortega. Osorno criticó abiertamente los comicios acusando al FSLN de "adulterar" los resultados, aludiendo al porcentaje de participación ciudadana y exigiendo a Ortega unos comicios creíbles, con lo que él le aclaró al presidente Ortega que también estuvo preso.

## Vida personal
Estuvo casado con Mirtha Magdalena Larios, con quien tuvo tres hijos. Incursionó con ella en política, pero falleció en julio de 2015 por cáncer.